# أحلم بيوم (مسلسل)
أحلم بيوم مسلسلاجتماعفي شهر رمضان عام 1432 هـ وهو المسلسل المصري الأول الذي تقوم بإنتاجه القناة بشكل كامل، وقد لاقى نجاحًا عند متابعي المسلسل. وهو عباره عن ثلاثة اجزاء.

## أحداث المسلسل
تدور قصة المسلسل حول شاب تخرج من الجامعة (عزام) يطمح في دراسة الماجستير في الزراعة، غير أنه يصطدم بعقبة رفض والده لدراسة الماجستير، وبمشورة من أخيه يتمكن من أقناع عمه الذي بدوره أقنع الوالد بطموح عزام وأن عليه الموافقة، فوافق أخيرًا، وقد اقترح المشرف الدراسي لعزام أن يقوم بتحضير الماجستير في مصر كونها بلد زراعية، وهذا ما حدث حيث سافر عزام إلى صديق له، وهو ابن لأحد الموظفين الذي كانوا يعملون عند والد عزام من الصعيد.
سافر عزام إلى الصعيد، وهناك قابل صديق الطفولة (صالح الضو) وعائلته المكونة من أخيه (أحمد) وأخته الصغيرة (دعاء)، وفي الصعيد حيث تنتشر بشكل واسع مسألة الأخذ بالثأر دون الرجوع للسلطات المختصة في أخذ الحق لصاحبه يصطدم عزام بهذه العقبة الكبيرة حيث جرى إقحامه في ثأر لا علاقة له به لمجرد أنه كان ضيقًا، ودمه في مقابل دم ضيف كان عند عائلة (عتريس) المعادية لعائلة الضو. حاول صالح تهريب صديقه وتسفيره إلى بلده السعودية بواسطة ابن عمه (عبد الرحيم) صاحب المخبز، ولكن محاولة الهرب هذه فشلت بسبب أن جواسيس عتريس كانوا منتشرين في أرجاء البلد ومداخلها، فبدأ إطلاق النار على السيارة التي كانت تقل عزام، لكنه نجا بأعجوبة.
بعد أن نجا عزام تعرف على مطاريد الجبل الذين أنقذوه والذين دله عليهم أحدهم ويدعى (زين) الذي تلقى رصاصة طائشة من أتباع عتريس في محاولة لاغتيال عزام فشلت، وكان يتزعم المطاريد (الريس دكروري)، ونظرًا لوجود شبه كبير مع شيخ أزهري من أهل البلد يدعى (مصطفى أبو رحاب)، فإن المطاريد ظلوا ينادونه بالشيخ مصطفى، فاضطر حينها عزام أن يمثل دور الشيخ مصطفى أمام عائلة صديقه صالح الذي عرف حقيقته وما جرى له، وكذلك أمام عائلة عتريس وأهل البلد حتى آخر المسلسل.
أما عائلة عزام فقد وصلها نبأ خاطئ بوفاة عزام أدى إلى صدمة لوالده أدخلته المستشفى، ولكته بعد أن تأكد من سلامة ابنه خرج.
وفي أثناء المحاولات الذي طل يبذلها صالح الضو لتسفير عزام لبلده بدأت أحداث ثورة 25 يناير التي وقفت عقبة أمام عزام، لكنه تمكن من خلالها من إحياء أرض الشيخ مصطفى التي كانت تتنازعها عائلة عتريس مع الشيخ مصطفى، والذي حاول بشتى السبل من امتلاكها فلم يستطع حتى تمكن من أن يسخر مطاريد الجبل لاحتلالها، وتستمر المحاولات لاسترجاع الأرض بالحسنى فلم يتمكن أحد من ذلك إلى أن قامت معركة قتل فيها زعيم المطاريد التائب (الريس دكروري) وانسحب بعد ذلك المطاريد من الأرض، ويتعرض عزام(الشيخ مصطفى) مرة أخرى لمحاولة اغتيال لم تنجح كان وراءها عتريس.
ولأجل المال تم اختطاف الطفلة(دعاء) فتوحدت جهود عائلتي الضو وعتريس في تخليصها من المطاريد، ولكن محاولة الخيانة التي كان يحاول أن يفعلها (عطا) أخو عتريس تسببت في مقتله على يد (أحمد الضو). وبعد إنقاذ دعاء تبدأ الحقائق تتكشف شيءًا فشيئًا، فالشيخ مصطفى لم يكن سوى عزام الذي كان يظن عتريس أنه قتل، وضيف عتريس الذي قتل في منزله كان السبب فيها هو أخوه عطا وليس لعائلة الضو يد في ذلك، ويعود فجأة الشيخ مصطفى أبو رحاب الحقيقى إلى بلده، ولكن عزام(الشيخ مصطفى المزيف) كان قد سافر من البلد قبل أن يعود الشيخ مصطفى، ورجع عزام إلى بلده السعودية بسلام.

## ردود الفعل على المسلسل
لقى المسلسل ردود فعل متباينة، ففي الوقت الذي كان المشاهدون يترقبون بشغف أحداث المسلسل المتلاحفة، برزت مقالة في صحيفة إليكترونية سعودية تنتقد المسلسل وبطله
لكن إجمالا لقي المسلسل إعجابًا منقطع النظير من

## طاقم المسلسل
- مجدي الباسوسي   (أحمد الضو)
- هاني مقبل   (عزام / الشيخ مصطفى)
- أحمد سمير عامر   (منسي)
- أشرف الشرقاوي   (أمير الجماعة)
- محمد نصر (الشريف)   (الدكتور منصور)
- عمر عبد الحليم   (ياسين)
- يحيى أحمد   (عتريس)
- محمد غزي   (صالح الضو)
- عبد المنعم رياض   (عوف)
- جنى ايهاب   (دعاء)
- عمرو عثمان   (شاهين)
- حسان العربي   (بكري)
- أشرف عبد الفضيل   (فكري)
- عمر علي القحطاني   (مشعل)
- كمال سليمان   (الشيخ فضل)
- هشام منصور   (أبو منصور)
- رضا حسنين   (هنداوي)
- مرسي عبد المغني   (ميكساج )
- متولي حامد
- محمد ناصف   (مُنتج فني)
- رافع حمدي

## كواليس المسلسل
المسلسل من فكرة خالد عريشي، وتأليف متولي حامد، وجرى تصوير المسلسل في مدينة الإنتاج الإعلامي، وقد نشرت بعض المواقع صورًا للمسلسل أثناء التصوير، ومن ذلك ما هو موجود على الرابط التالي: